# فتح‌پور، پنجاب
فتح‌پور (به انگلیسی: Fatehpur) یک شهر در پاکستان است که در پنجاب واقع شده‌است.